# Sibylle Sambetha
Sibylle Sambetha (ou tout simplement Portrait d'une jeune femme) est une peinture à l'huile sur panneau de chêne réalisée par Hans Memling, achevée en 1480 et toujours dans son encadrement d'origine. 
Elle se trouve au musée Hans Memling de l'Ancien hôpital Saint-Jean de Bruges et montre une jeune femme qui n'est pas jolie mais néanmoins élégante et bien habillée. Elle est placée sur un fond noir et regarde hors de la peinture comme si elle était à une fenêtre. Ses mains sont jointes et reposent sur le bord inférieur du cadre marbré marron, permettant la transition entre l'espace de la représentation et le monde du spectateur.
L'identité de la femme est perdue. Il y a eu plusieurs tentatives pour l'associer à une personnalité historique, notamment au XIXe siècle, en tant que Mary Moreel, fille de Willem Moreel, un magistrat de Bruges qui avait commandé à Memling un diptyque de portrait et, plus tard, un triptyque pour la fondation de l'église Saint-Jacques de Bruges. Mais cette identité a été rejetée car Mary Moreel aurait été trop jeune en 1480 pour être la femme représentée.   
Le bord inférieur du cadre contient une banderole sculptée en cartellino portant une inscription SIBYLLA SAMBETHA QUAE / EST PERSICA ; associant la femme à la sibylle persique (en). Un cartouche en métal peint placé en haut à gauche de l'image est un ajout ultérieur, et contient les mots SIBYLLA SAMBETHA QVAE ET PERSICA, AN: ANTE CHRIST: NAT: 2040 (« La Sibylle Sambetha, la Persique, en 2040 av. J.-C. »). Le parchemin à la fin du cadre porte une autre adjonction ultérieure, dont le texte fait référence à Marie avec les mots ECCE BESTIA CONCVLCABERIS, GIGNETVR D(OMI)NUS IN ORBEM TERRARVM ET CREATUM VIRGINIS ERIT SALVS GENTIVM, INVISIBILE VERBV PALPABITVR (« Laissez ici le serpent piétiner sous votre serre, laissez le Seigneur naître dans le royaume terrestre et la création de la Vierge deviendra le salut du monde : la parole invisible deviendra palpable »). 